# Heinrich Otto Schüle
Heinrich Otto Schüle (* 26. März 1963 in Leonberg) ist ein deutscher Agrarökonom und Hochschullehrer an der Hochschule für Wirtschaft und Umwelt Nürtingen-Geislingen (HfWU), Ehrenprofessor in Russland und Usbekistan sowie Ehrendoktor in Tiflis und Moskau.

## Leben und Wirken
Nach der Grundschule in Rutesheim-Perouse besuchte Schüle des Johannes-Kepler-Gymnasiums in Leonberg mit Abitur 1982. Daran schloss sich eine landwirtschaftliche Fachausbildung sowie Zivildienst beim Jugendhaus Leonberg e.V. an.
Ab 1986 folgte das Studium der Allgemeinen Agrarwissenschaften an der Universität Hohenheim Fachrichtung Wirtschafts- und Sozialwissenschaften des Landbaus (Agrarökonomie). Das Thema der Abschlussarbeit zum Diplomagraringenieur 1992: Struktur, Wirtschaftlichkeit und Entwicklungsmöglichkeiten der Landwirtschaft in Polen.
Es folgte eine wissenschaftliche Tätigkeit bei Jürgen Zeddies und die Promotion zum Dr. sc agr mit der Dissertation: Organisations- und Managementstrukturen landwirtschaftlicher Großbetriebe 1997.
Nach Übertritt in das Osteuropazentrum der Universität, Leitung der Abteilung Agrar- und Ernährungswirtschaft der Transformationsländer
- Fakultätsübergreifende Akquisition und Koordination von interdisziplinären Forschungs-, Hochschulkooperations- und Weiterbildungsprojekten
- Zusammenarbeit mit staatlichen Institutionen, wissenschaftlichen Einrichtungen sowie privaten Unternehmen in den mittel-, ost- und südosteuropäischen Transformationsländern
- Auslandseinsatz in der Ukraine als Geschäftsführer des Deuten Agrarzentrums (2009–2013).[3]

Der Ruf an die Hochschule für Wirtschaft und Umwelt Nürtingen-Geislingen als Professor für Landwirtschaftliche Betriebslehre erfolgte 2013. Er ist Studiendekan für Agrarwirtschaft und hatte zusätzlich die Leitung der Landwirtschaftlichen Lehr- und Versuchsbetriebe inne (2016–2019).

## Mitgliedschaften in Fachverbänden
- Gesellschaft für Wirtschafts- und Sozialwissenschaften des Landbaus
- European Association of Agricultural Economists
- Deutsche Landwirtschafts-Gesellschaft (DLG e.V.)

## Ehrungen
- Ehrendoktor der Georgischen Staatlichen Agraruniversität Tiflis, Georgien 2003
- Ehrenprofessor des Samarkand Agricultural Institute, Usbekistan 2004
- Ehrenprofessor der Staatlichen Agraruniversität Stavropol, Russland 2005
- Ehrendoktor der Russischen Staatlichen Agraruniversität – Timirjasew-Akademie Moskau, Russland 2019[5]

## Publikationen (Auswahl)
- Organisations- und Managementstrukturen landwirtschaftlicher Großbetriebe 1982
- Vergleichende wissenschaftliche Untersuchung im Auftrag des deutschen Landwirtschaftsministeriums zu den Unterschieden der Organisations- und Managementstrukturen von Großbetrieben in den USA, Großbritannien und Ostdeutschland, Hohenheim 1994
- Studie im Auftrag des baden-württembergischen Landwirtschaftsministeriums zum Thema Osterweiterung der Europäischen Union und deren Wirkung auf die landwirtschaftlichen Betriebe der Beitrittsländer
- Reformkonzept für die agrarökonomischen Studiengänge aller fünf rumänischen Agraruniversitäten (Bukarest, Craiova, Cluj-Napoca, Iasi, Timisoara), AHT International, Essen 1998
- Fora Ciprian George; Thomas Angelika, Schüle Heinrich, Carabet Alin Flavius, Salasan Cosmin,  Weinmann Markus, Raupp Manfred G.ː Agriculture in responsibility for our common world, Education and Research in the context of the digital and ecological transformation of agriculture in the Banat Region and Baden-Württemberg, Madora GmbH & University of Hohenheim 2022, ISBN 978-3-945046-25-8, DOI:10.60848/12212